# Hendecourt-lès-Cagnicourt
Hendecourt-lès-Cagnicourt is een gemeente in het Franse departement Pas-de-Calais (regio Hauts-de-France) en telt 286 inwoners (1999). De plaats maakt deel uit van het arrondissement Arras.

## Geografie
De oppervlakte van Hendecourt-lès-Cagnicourt bedraagt 8,8 km², de bevolkingsdichtheid is 32,5 inwoners per km².
De onderstaande kaart toont de ligging van Hendecourt-lès-Cagnicourt met de belangrijkste infrastructuur en aangrenzende gemeenten.

## Demografie
Onderstaande figuur toont het verloop van het inwonertal (bron: INSEE-tellingen).

## Geschiedenis
Op 23 oktober 2022 werden Bihucourt, Hendecourt-lès-Cagnicourt en Conty getroffen door een tornado die aanzienlijke schade veroorzaakte.